# 阿爾及利亞復興黨
阿爾及利亞復興黨（法語：Parti du Renouveau Algérien）是北非國家阿爾及利亞一個奉行自由主義的小型政黨，由努爾丁·布克魯（Noureddine Boukrou）於1989年創立。該黨在2002年全國人民議會選舉中得到0.3%選票以及1個席位，並於2007年5月17日舉行的全國人民議會選舉進而獲得1.8%選票，因而取得該屆389個議席當中4席。